# Polydora hermaphroditica
Polydora hermaphroditica är en ringmaskart som beskrevs av Lennart Hannerz 1956.
Polydora hermaphroditica ingår i släktet Polydora och familjen Spionidae. Arten är reproducerande i Sverige. Inga underarter finns listade i Catalogue of Life.